# 香取神社 (春日部市大畑)
香取神社（かとりじんじゃ）は、埼玉県春日部市の神社。

## 歴史
創建年代は不明である。ただ大畑村は大場村から分村したという経緯から、分村時に大場香取神社から分霊を勧請したものと推測される。
1873年（明治6年）、近代社格制度に基づく「村社」に列せられ、1910年（明治43年）の神社合祀により、周辺の2社が合祀された。1923年（大正12年）の関東大震災で社殿が倒壊する被害を受けたが、まもなく再建されている。その後の経年劣化により、1970年（昭和45年）に改修されている。

## 文化財
- やったり踊り（埼玉県指定無形民俗文化財 昭和30年11月1日指定）[2]

## 交通アクセス
- 武里駅より徒歩3分。